# Pete Holmes
Pete Holmes, född 30 mars 1979 i Lexington i Massachusetts är en amerikansk ståuppkomiker, skådespelare, författare och serietecknare.
När han studerade på Gordon College i Wenham, Massachusetts var han medlem av skolans improvisationsteatersällskap The Sweaty-Toothed Madmen. Som serietecknare har han publicerats av The New Yorker och han har gett röst åt Comedy Centrals tecknade komedi Ugly Americans
År 2010 medverkade han som gäst i flera talkshowprogram som Late Night with Jimmy Fallon och Conan och han uppträdde på Comedy Centrals USA:s roligaste Standup.